# Tunde Nightingale
Tunde Nightingale, también conocido como Occidental, fue un músico nigeriano ejecutante del género musical jùjú.
Nacido en Ibadán en los años 4, él era evasivo con los medios creándose un aire de misterio. Mmantuvo un ruiseñor en su casa por lo que se le llamó Nigtingale (Ruiseñor). Firmó con la discográfica TYC y registró más de 40 álbumes en su carrera. Estrellas modernas como el King Sunny Adé siguen influenciados por su estilo. 